# حاجی بختیار
حاجی بختیار، روستایی از توابع بخش چوار شهرستان ایلام در استان ایلام ایران است.

## جمعیت
این روستا در دهستان ارکوازی قرار دارد و براساس سرشماری مرکز آمار ایران در سال ۱۳۸۵، جمعیت آن ۴۱۴ نفر (۱۰۵خانوار) بوده‌است.